# معادلة كوزيني - كارمان
في ديناميكا الموائع , معادلة كوزيني – كارمان (بالإنجليزي: Kozeny–Carman equation ) هي علاقة مستخدمة لقياس انخفاض ضغط المائع المتدفق عبر عمود معبأ , صيغتها الرياضية

{\displaystyle {\frac {\Delta p}{L}}={\frac {150{\bar {V}}_{0}\mu }{\Phi _{\mathrm {s} }^{2}D_{\mathrm {p} }^{2}}}{\frac {(1-\epsilon )^{2}}{\epsilon ^{3}}}}
حيث أن : {\displaystyle \Delta p} انخفاض الضغط , {\displaystyle L} طول العمود , {\displaystyle {\bar {V}}_{0}} السرعة , لزوجة المائع , مسامية المادة {\displaystyle \epsilon } , {\displaystyle \Phi _{\mathrm {s} }} جسيمات كروية في الأنبوب , {\displaystyle D_{\mathrm {p} }} قطر الجسيمات.